# T95 (танк)
Не варто плутати з російським танком Т-95
T95 — серія випробувальних танків США, які проходили тестування наприкінці 1950-х, початку 1960-х. Генеральним підрядником виступала компанія «Форд». На озброєння танк взятий не був.

## Історія створення
З прийняттям на озброєння танка МА48, у США почалися роботи по розробці його майбутньої заміни. У вересні 1954-го з численної кількості запропонованих проєктів для подальший роботи, були відібрані лише два: Т95 з середнім дулом, 5 катками і 90 мм гарматою і Т96 з великим дулом, 6 катками і 105-мм гарматою. Гармати обох танків були гладкоствольними з бронебійними підкаліберними снарядами, які були встановлені на безвідкатних установках. Через високий ступінь уніфікації, в листопаді 1956-го було вирішено об'єднати обидва проєкти і виготовити 9 танків: чотири оригінальних Т95, один Т95 з 90-мм гарматою на відкатній установці, що одержав позначення Т95Е1 і чотири танки, що поєднують 5 каткових шасі Т95 з баштою і озброєнням танка Т96, який отримав пізніше найменування Т95Е4.
Оскільки башти Т96 не були готові (зрештою, вони так і не були втілені в реальність), було вирішено тимчасово оснастити 2 танки баштами від танка М48А2 з 90-мм гарматою М41 (отримав найменування Т95Е2) і ще другою баштою дослідного танка Т54Е2 з нарізною 105-мм гарматою Т140.
Першим був виготовлений варіант Т95Е2 в травні 1957-го, Т95Е3 був виготовлений в липні того ж року, а перший оригінальний Т95 був випущений в лютому 1958-го.

## Конструкція
|                                            |
|                                            |
|                                            |
| Проєкції танку: фронтальна, бічна і верхня |

Танк T95 спроєктований по традиційній схемі з відділенням управління в передній частині машини, бойовим відділенням в середній частині і моторно-трансмісійним в кормовій. Екіпаж складається з командира, навідника і механіка-водія.
Робоче місце механіка-водія розташовується у відділенні управління строго по поздовжній осі корпусу. Над кріслом механіка-водія, у верхньому бронелисті, є люк із механізмом розсування. У положенні «по-бойовому» огляд місцевості здійснюється за допомогою трьох перископічних спостережних приладів, середній з яких взаємозамінний з нічним інфрачервоним приладом Т161. По обидва боки від крісла механіка-водія знаходиться боєукладка.

### Башта
Корпус танка зварений, передня його секція (ніс; борти і дах). Верхня частина корпусу має товщину 95 мм і кут нахилу до вертикалі 65 °, товщина даху і днища корпусу в районі відділення управління — 51 і 19 мм відповідно, в районі бойового відділення і МТО зменшена до 25 і 13 мм відповідно. Товщина бортів варіюється від 102 мм попереду і до 32 мм в районі МТО.
Башта має діаметр 85 дюймів (аналогічно М48). Товщина лобової частини — 178 мм, бортів — 78 мм. Башта має витягнуту в порівнянні з М48 форму, розмір маски скорочений, а товщина значно збільшена (до 381 мм). Місце навідника знаходиться праворуч від гармати в передній частині башти, командир знаходиться прямо за ним, а заряджаючий в лівій частині башти. Командир екіпірований кулеметом М2, для стрільби з якого використовується перископічний приціл М28, встановлений на даху башти. Для кругового огляду у башті є 5 триплексів. У ніші башти знаходиться боєукладка для снарядів першої черги.
Т95 і Т95Е1 екіпіровані 90-мм гладкоствольною гарматою Т208. Гармата Т95 було стабілізовано в двох площинах.
Т95Е2 зберіг озброєння серійного танка М48А2 — 90-мм нарізну гармату М41.
Т95Е3 був екіпірований 105-мм нарізною гарматою Т140.
Т95Е4 планували екіпірувати гладкоствольною гарматою Т210. Для забезпечення заряджання унітарного снаряда, гармату винесли вперед, що позбавило її можливості стабілізації.
З появою 120 мм нарізної гармати Т123 (полегшена гармата з балістикою гармати М58, встановленої на важкому танку М103), було вирішено встановити її на двох з чотирьох запланованих танків Т95Е4. Цей варіант отримав позначення Т95Е6. Гармата мала роздільне заряджання.

### Силова установка
Т95Е2 і Т95Е3 були екіпіровані СУО, аналогічним СУО М48А2, зі стереоскопічним далекоміром і механічним балістичним обчислювачем. На Т95 була встановлена СУО, що включає в себе оптичний далекомір Оптар Т53 (для визначення відстані використовувалися імпульси світла), пов'язаний з електронним балістичним обчислювачем Т37, перископічний приціл навідника Т44 і балістичний привід Т50. На Т95Е1 використовувалися спрощені прицільні засоби, а саме далекомір і балістичний обчислювач були виключені.
Відповідно до початкової пропозиції, танки Т95 і Т96 повинні були бути екіпіровані X-подібним 12 циліндровим дизельним двигуном потужністю 750 л.с. Проте, так як цей двигун знаходився лише в ранній розробці, було вирішено тимчасово екіпірувати танки 4-тактним 8 циліндровим бензиновим двигуном AOI -1195. Двигун розмістили поперечно і з'єднали з чотириступінчатою трансмісією XTG-410. Три баки загальною місткістю 780 л були встановлені у відсіку МТО.
Незважаючи на підвищену економність в порівнянні з двигуном М48А2, бензиновий двигун забезпечував незадовільний запас ходу. У той же час, розробка X-подібного дизельного двигуна завершилася невдало, тому в середині 1958-го року почали розглядати інші варіанти. В якості тимчасової заміни вирішили використовувати модифікований варіант 12 циліндрового двотактного V-подібного дизельного водяного охолодження GM 12V71T, потужністю 570 л. с.
Було укладено контракт з фірмою «Континенталь» на розробку танкового дизельного мотора з повітряним охолодженням AVDS-1100 і з фірмою Caterpillar на розробку дизеля з водяним охолодженням LVDS-1100. Обидва двигуни були чотиритактними, V-подібними, з передбачуваною потужністю 550 к.с. Однак випробування танків з трьома новими силовими установками почалися вже після закриття проєкту Т95.

### Ходова частина

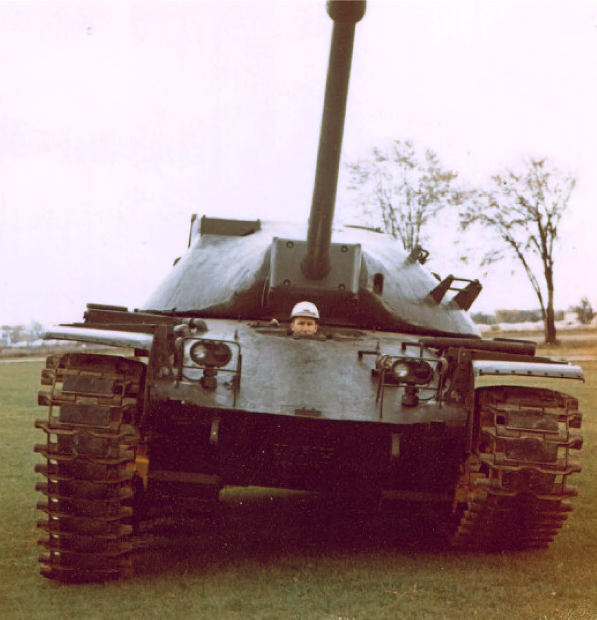
ВерсіяT95 з регульованим кліренсом (гідропідвіска)

На передньому і задньому катках з кожного боку встановлені гідравлічні амортизатори. На частині танків були застосовані полегшені ажурні опорні катки. Гусениці з шарнірами. Ширина траків — 533 мм або 610 мм, кількість траків в гусениці — 80, довжина опорної поверхні — 4.2 м.

## Закриття проєкту
В ході розробки танка Т95 стало ясно, що він не буде мати істотної переваги над М48А2. Невдачею завершилася розробка X-подібного двигуна, оптичного далекоміра, точність гладкоствольної зброї продовжувала залишатися незадовільною. Все це призвело до закриття проєкту 7-го липня 1960-го. У той же час роботи над баштою Т95Е7 були продовжені, що призвело до створення досить вдалої башні танка М60А1.

## Модифікації

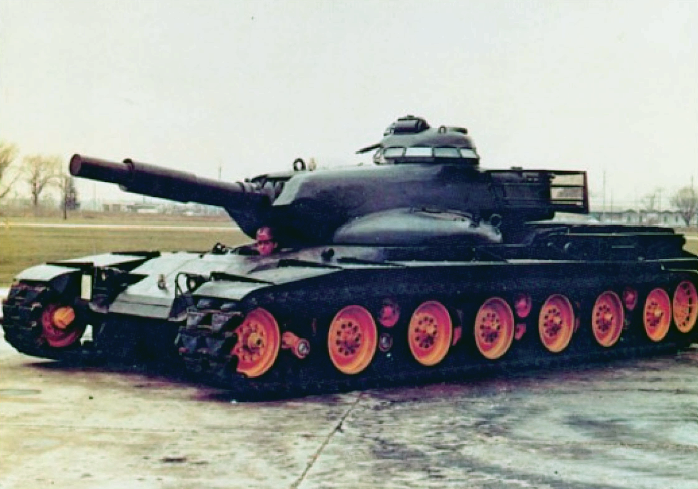
Т96 (шестикатковий) версія з гідропідвіскою.

- T95 — оригінальний танк, стабілізована 90 мм гармата Т208.
- T95E1 — 90 мм гармата Т208 з системою без стабілізації, відсутність маски гармати.
- T95E2 — башта і 90 мм гармата M41 від танка МА48А2.
- T95E3 — башта і 105 мм гармата T140 від танка T54E2.
- T95E4 — башта від танка T96, 105 мм гармата T210 без стабілізації.
- T95E5 — T95E2, озброєний 105 мм гарматою T254 британського зразка.
- T95E6 — T95E4, озброєний 120 мм гарматою T123.
- T95E7 — T95E1, озброєний 105 мм гарматою T254 британського зразка.
- T95E8 — T95E2 з дизельним двигуном 12V71T і переробленим МТО.
- T95E9 — T95E6 з дизельним двигуном 12V71T і переробленим МТО.
- T95E10 — T95 з дизельним двигуном VDS-1100 і переробленим МТО.
- T95E11 — T95E6 з дизельним двигуном VDS-1100 і переробленим МТО.
- T95E12 — T95E6 з новим далекоміром, системою управлінням вогню, дизельним двигуном VDS-1100 і переробленим МТО.